# Les Plus Beaux Villages de France

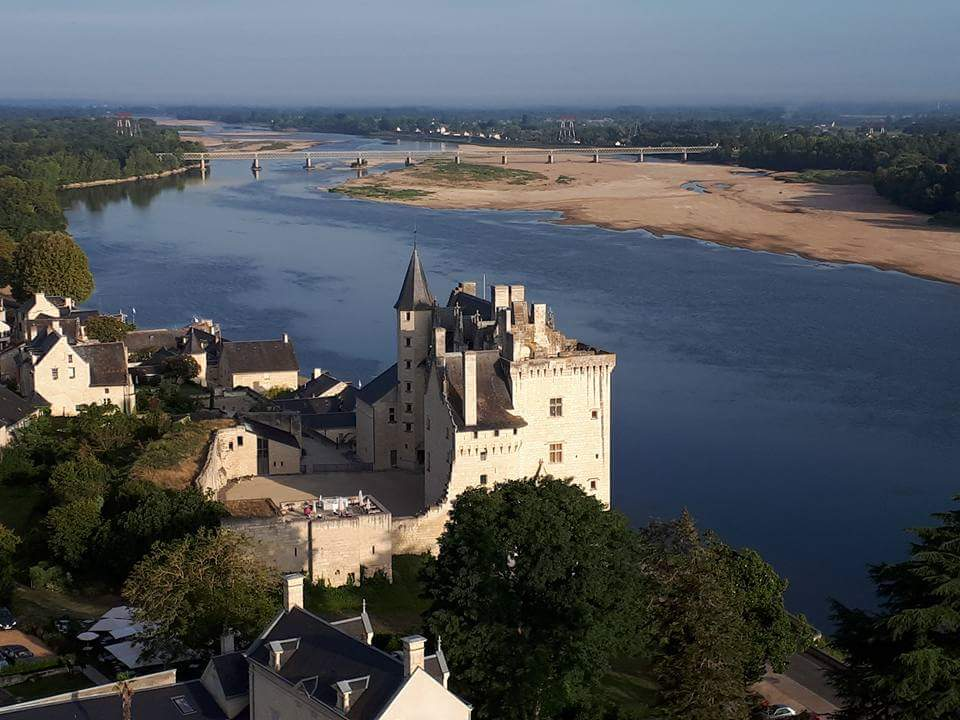
Montsoreau

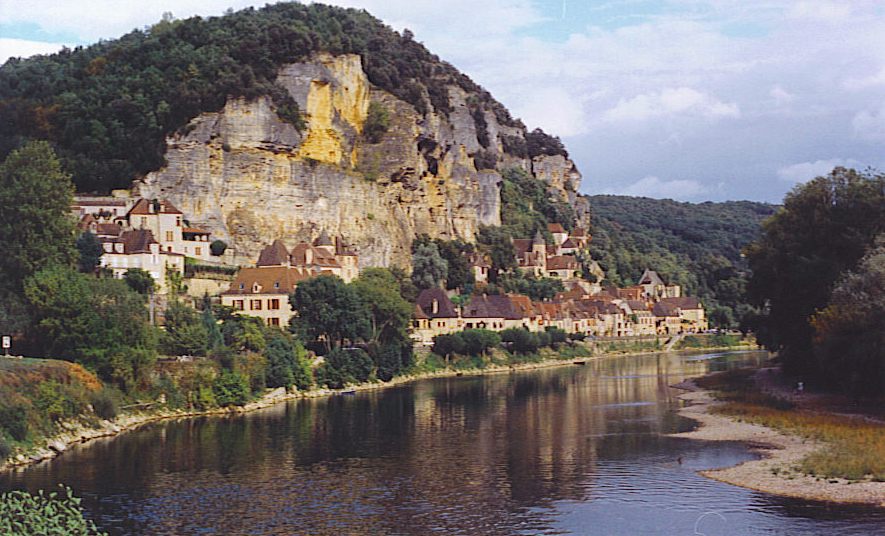
La Roque-Gageac

Les Plus Beaux Villages de France (traducido como «Los pueblos más bellos de Francia») es una asociación francesa creada en 1982, con el objetivo de promover el atractivo turístico de los pequeños municipios rurales franceses, basándose en su patrimonio artístico e histórico. 
La asociación se fundó en Collonges-la-Rouge (Corrèze), por iniciativa de Charles Ceyrac, y efectúa una investigación rigurosa antes de otorgar el distintivo. Los criterios de selección son numerosos y severos, y se basan en tres criterios básicos:
- Tener una dimensión rural, sin poder superar los 2000 habitantes.
- Tener, al menos, dos lugares («sites») o monumentos protegidos (clasificados o inscritos).
- Petición de adhesión a la asociación aprobada por el «conseil municipal».

También se valora la existencia de una política de conservación del paisaje que debe concretarse en los planes urbanísticos, fijando los usos del suelo y los terrenos y limitando las construcciones e impidiendo aquellas instalaciones que afecten a la estética global del pueblo. Esta política puede oponerse en la práctica a algunas opciones de desarrollo económico, pero garantiza a los pueblos clasificados una frecuencia turística más continua e importante.